# Praha-Bubeneč (výhybna)
Praha-Bubeneč (nebo též Výh Praha-Bubeneč) je název výhybny, bývalé železniční stanice, v Praze-Bubenči v městské části Praha 6 na adrese Goetheho 61/4 na trati Praha–Děčín. Nádraží vzniklé roku 1850 jako stanice je od roku 2014 jen výhybnou pro křižování a předjíždění vlaků, jeho funkci pro osobní přepravu 29. srpna 2014 převzala nově vybudovaná zastávka Praha-Podbaba u tramvajové konečné a smyčky Nádraží Podbaba v Podbabě. Tato nová zastávka je přitom součástí výhybny Praha-Bubeneč.

## Historie
Stanice v Bubenči byla uvedena do provozu společně s tratí Severní státní dráhy z Prahy do Lovosic v roce 1854. Z té doby pochází i jednopatrová staniční budova, která zde stojí dodnes a jejímž architektem je Antonín Jüngling. V roce 2006 byla zrušena poslední vlečka, vedoucí do bývalé papírny v Císařském mlýně. Předtím již byla zrušena vlečka k teplárně Juliska, která byla v minulosti i elektrifikována.

### Pojmenování
- 1850–1942 Bubeneč
- 1942–2014 Praha-Bubeneč
- od roku 2014 Výh Praha-Bubeneč

Dopravnou prochází dvoukolejná, elektrifikovaná trať. Ve stanici zastavovaly zejména osobní (zastávkové) vlaky. Před staniční budovou byly čtyři koleje, všechny dopravní (průjezdné). První nástupiště před staniční budovou bylo částečně kryté. Další dvě velmi úzká nástupiště byla nekrytá. Ve stanici nebyl podchod. Doprava je řízena dálkově ze stanice Praha-Holešovice.
Před ukončením osobní dopravy ve stanici zastavovaly osobní vlaky linek S4 a S41 systému Esko s tzv. plnou integrací do Pražské integrované dopravy, tj. bylo možno využívat i vybrané druhy jednotlivých jízdenek PID. Stanice byla vybavena označovacím strojkem těchto jízdních dokladů.
Směrem z Bubenče na Roztoky vznikla (ještě v obvodu výhybny Bubeneč, v jejím záhlaví) nová železniční zastávka Praha-Podbaba. K jejímu místu byla prodloužena tramvajová trať z dřívější smyčky do dnešní smyčky Podbaba. Po zprovoznění nové železniční zastávky Praha-Podbaba byla stávající zastávka Praha-Bubeneč pro osobní přepravu zrušena. Poslední osobní vlak zde zastavil dne 28. srpna 2014 před půlnocí.

### Rekonstrukce nádražní budovy

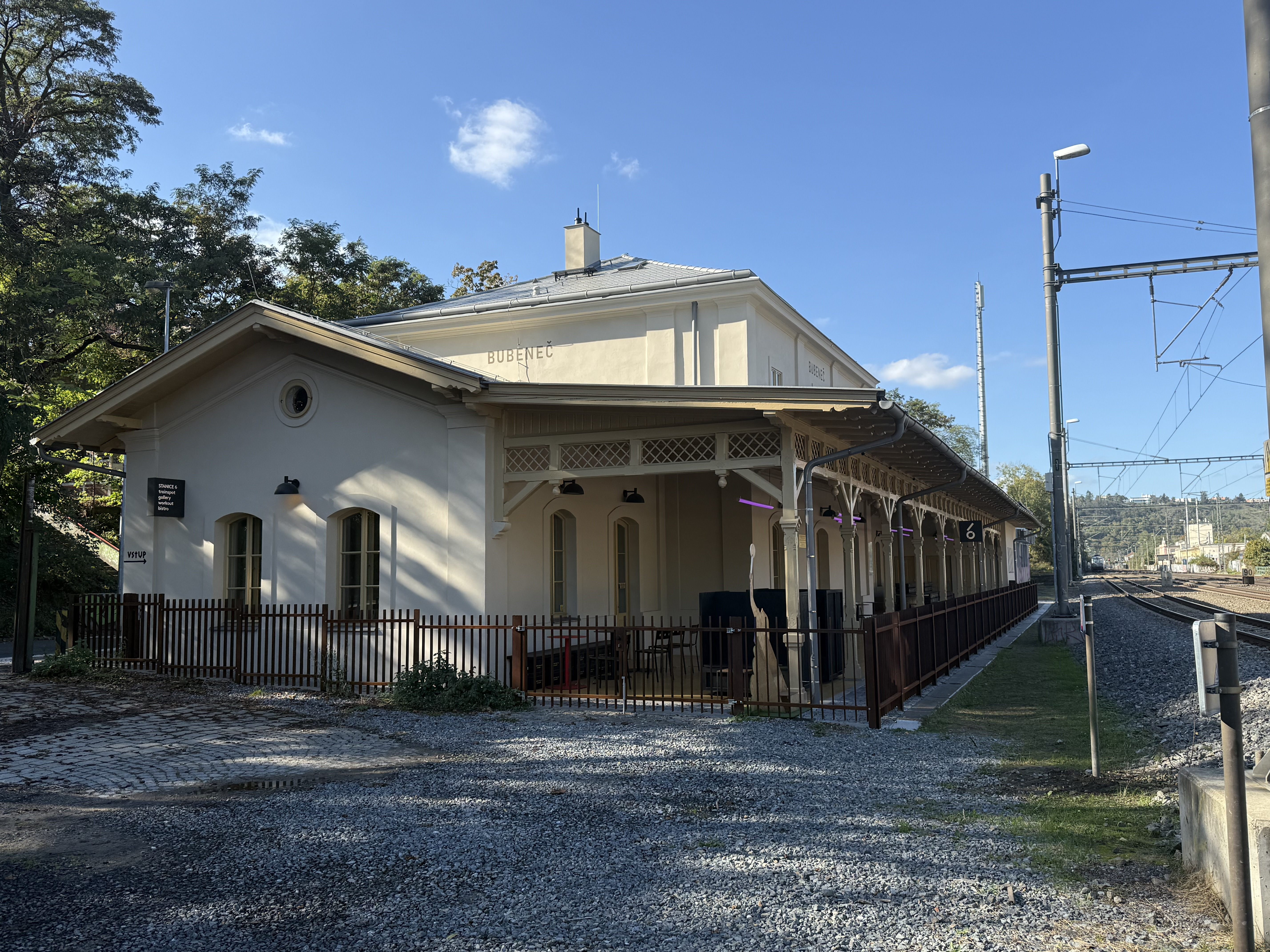
Stanice 6 - bývalá nádražní budova po rekonstrukci (2024)

Budova dnes již bývalého nádraží byla roku 2013 vyhlášena kulturní památkou. O objekt projevila už kolem roku 2015 zájem radnice Prahy 6, v lednu 2018 pražští radní a zastupitelé schválili nákup budovy včetně pozemku za 14,3 milionu korun. K předání od společnosti České dráhy došlo 1. srpna 2018. V roce 2019 získala objekt do správy Praha 6 a vypsala výběrové řízení na nového provozovatele. Dvoukolovou soutěž vyhráli Richard Preisler, Martin Kontra a Martin Krba, autoři jiných pražských projektů přeměny využití starších objektů, např. klubu Fuchs 2, Bike Jesus nebo holešovické galerie Šachta.
Rekonstrukce objektu pod vedením architekta Ondřeje Tučka a Jana Bintera byla zahájena začátkem července 2023. 28. srpna 2024, deset let od ukončení využívání stanice pro nástup a výstup, se zde otevřelo komunitní centrum Stanice 6, jehož součástí je galerie, kavárna nebo půjčovna sportovního vybavení.

## Zajímavosti
- Malíř a grafik Jiří Bouda, autor obrazů s železniční tematikou, zde působil jako signalista na stavědle po ukončení školy roku 1959.

## Fotogalerie

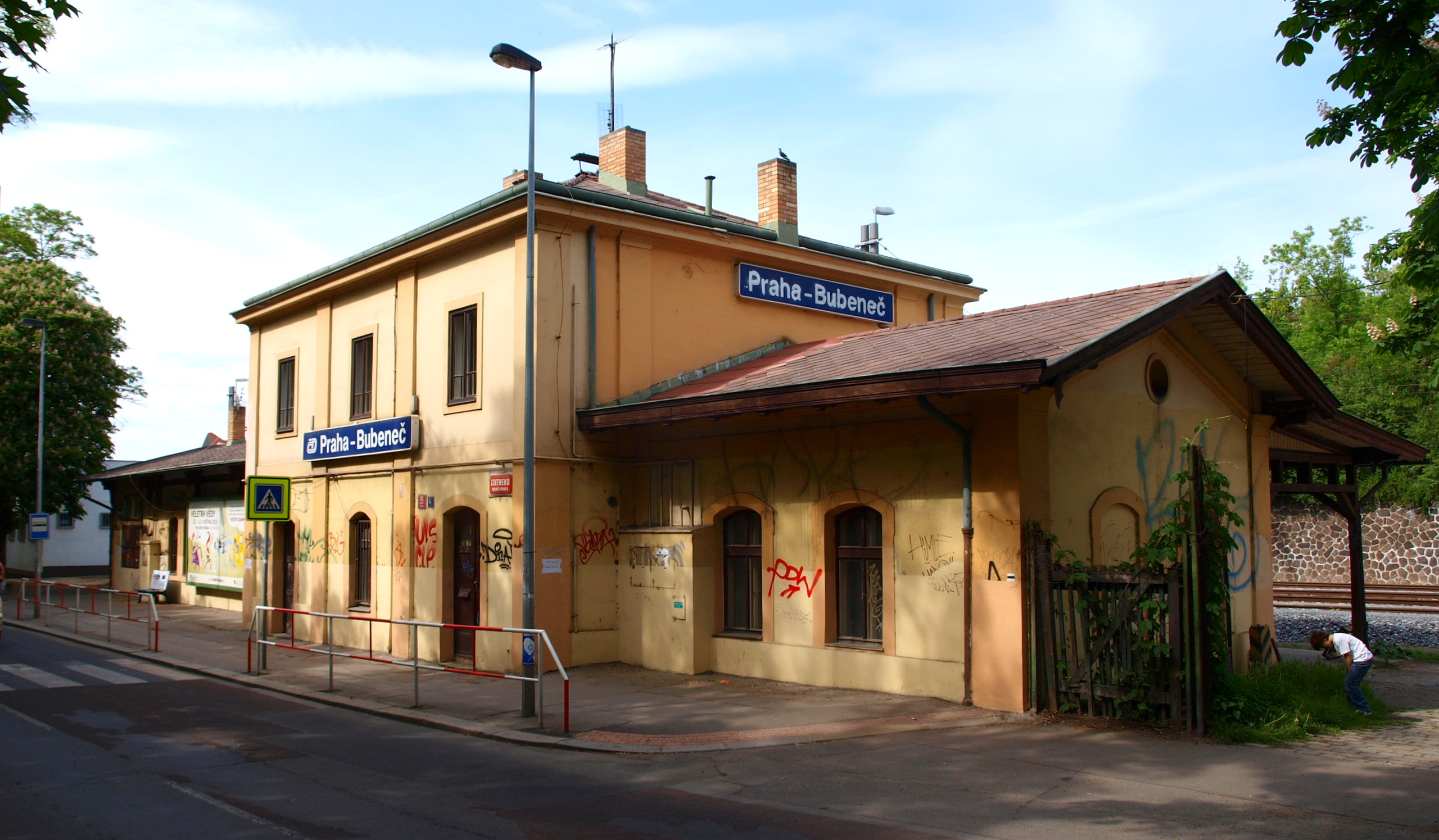
Staniční budova od Goetheho ulice
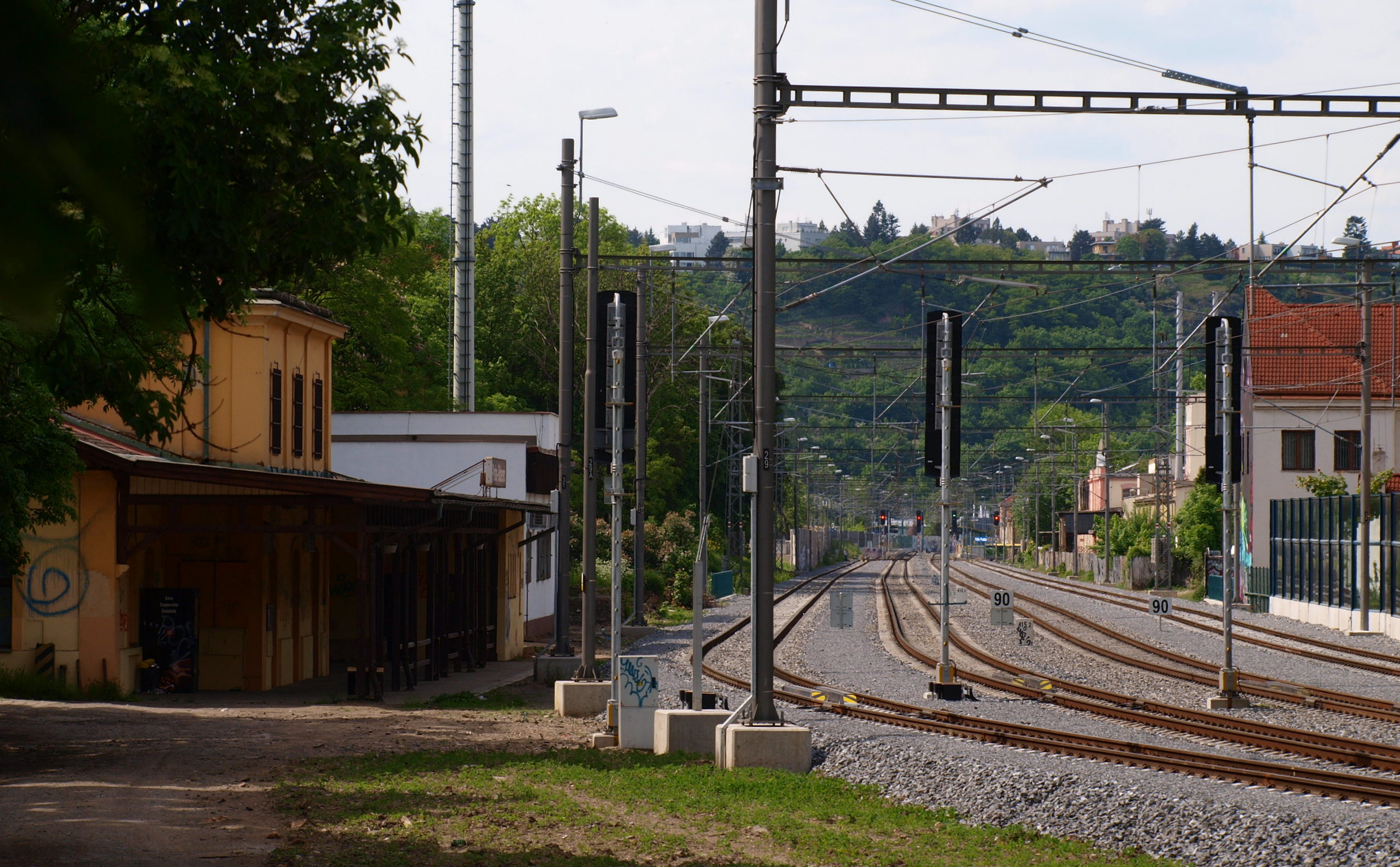
Nástupiště před staniční budovou
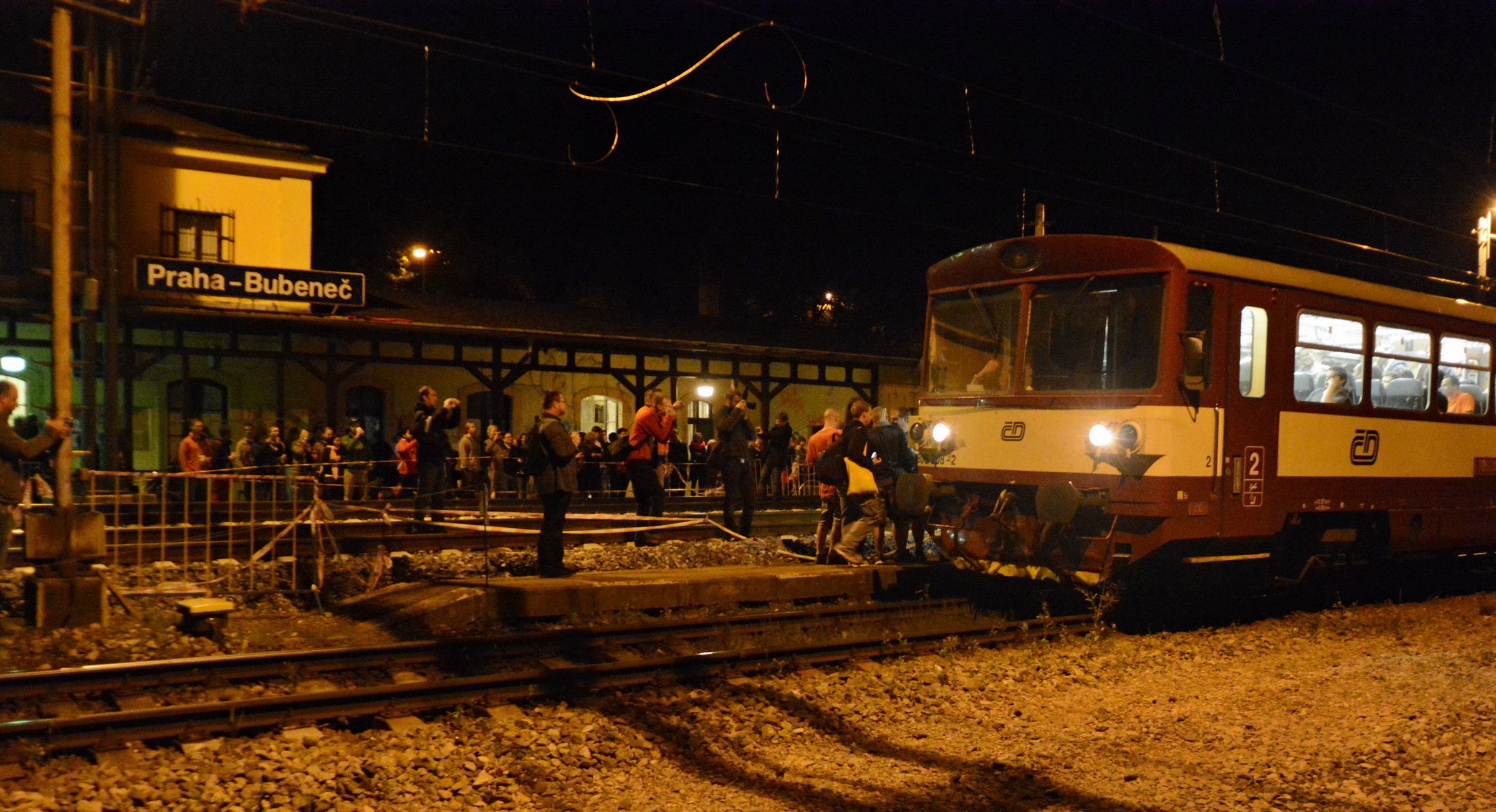
Poslední osobní vlak, který zastavil ve stanici Praha-Bubeneč večer dne 28. srpna 2014
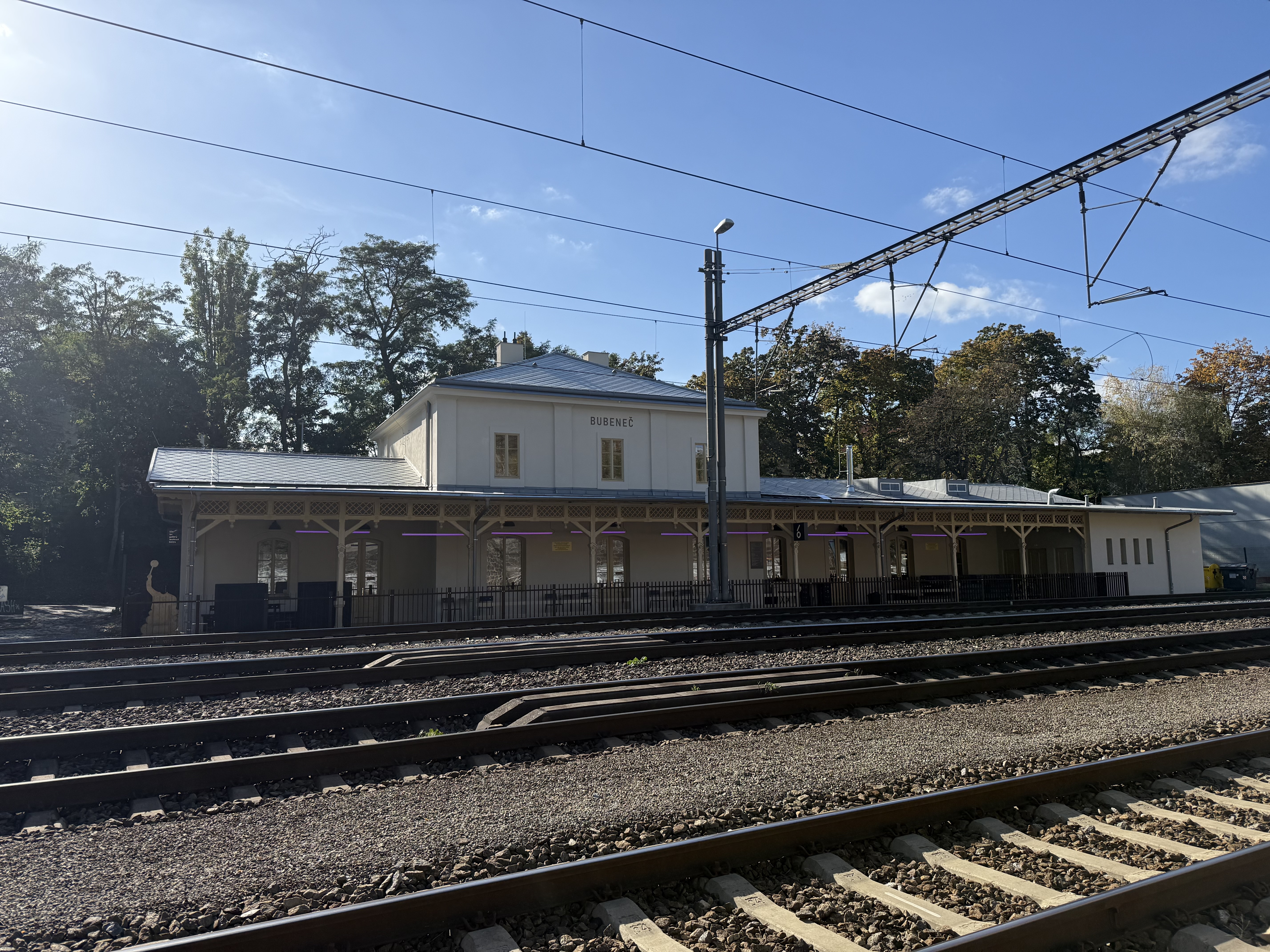
Stanice 6 pohled od bývalého nástupiště (2024)
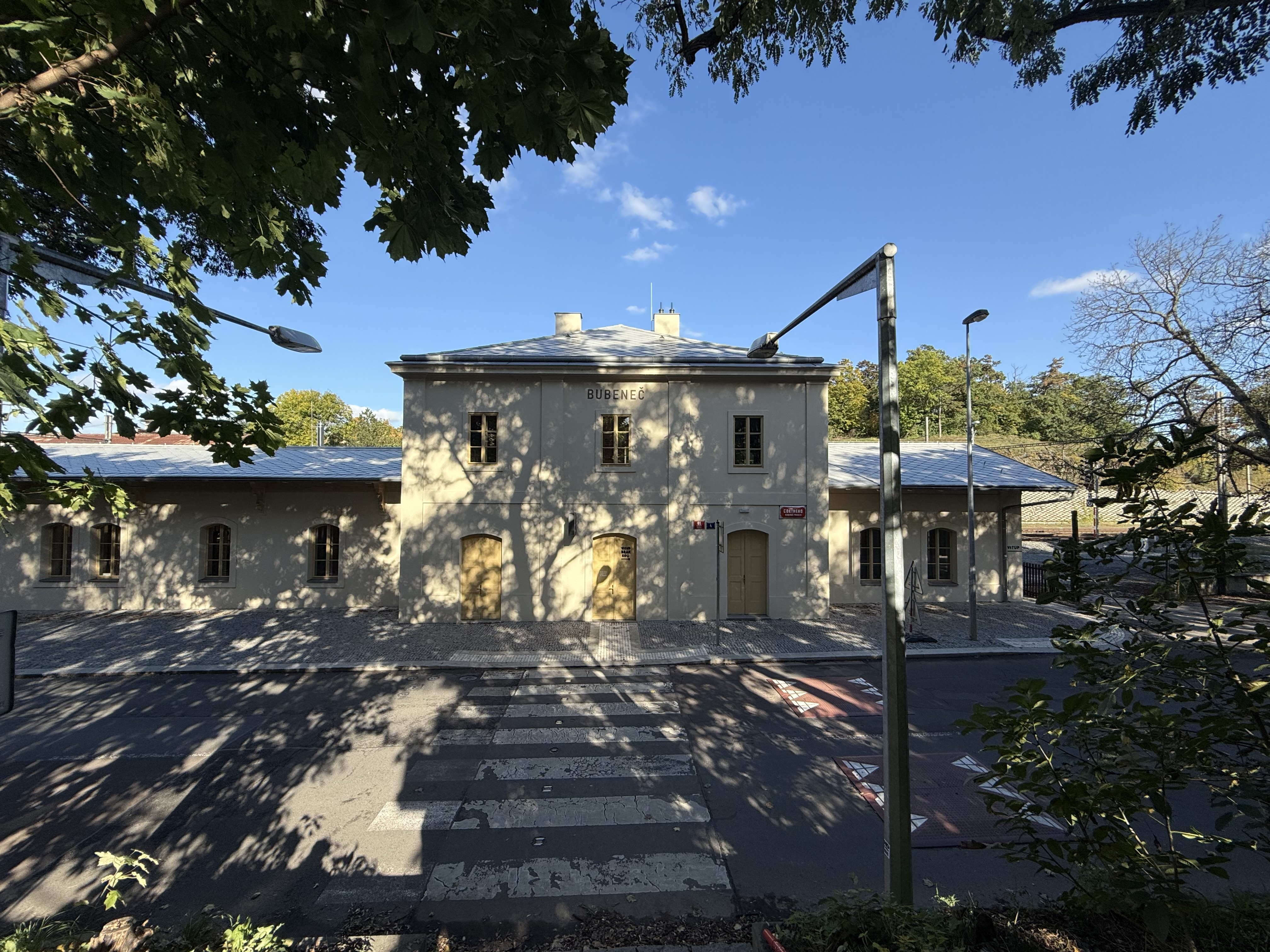
Stanice 6 pohled od silnice (2024)